# كاندلر للاهوت
مدرسة كاندلر لللاهوت هي واحدة من سبع مدارس للدراسات العليا في جامعة إيموري، تقع في العاصمة أتلانتا، جورجيا. تعلّم كاندلر، وهي مدرسة لاهوت جامعية، الوزراء وعلماء الدين وغيرهم من القادة. وهي أيضًا واحدة من 13 مدرسة تابعة للكنيسة الميثودية.

## الأهداف
ترتكز مدرسة كاندلر لعلم اللاهوت على الإيمان المسيحي. وتتمثل مهمتها كمدرسة لاهوتية جامعية في التعليم - من خلال المنح الدراسية والتعليم والخدمة - لانشاء قادة مخلصين ومبدعين لوزارات الكنيسة في جميع أنحاء العالم.

## التاريخ

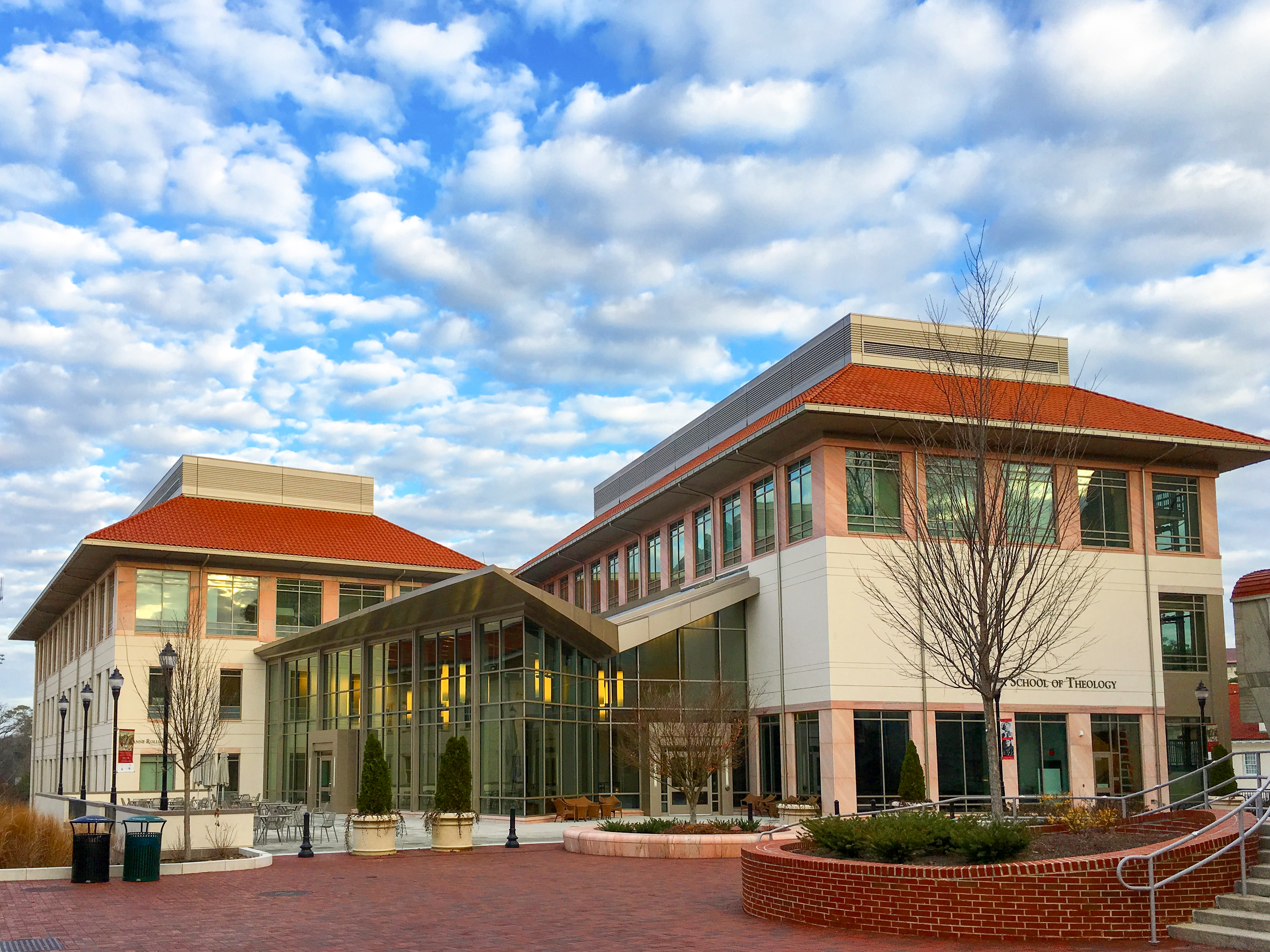
مدرسة كاندلر للاهوت

في مارس 1914، قامت الكنيسة الأسقفية الميثودية في الجنوب (MECS) وجامعة فاندربيلت، وهي مؤسسة رائدة للتعليم العالي للكنيسة، بقطع العلاقات فيما بينها. عينت الاسقفية لجنة تعليمية لإنشاء جامعة في الجنوب الشرقي من شأنها أن تكون مكانًا يمكن فيه للقساوسة التدريب في فاندربيلت ومواصلة تعليمهم بحلول الخريف.
وعد آسا كاندلر، مؤسس شركة كوكا كولا وشقيق رئيس اللجنة وارن كاندلر، بمليون دولار تضامنا مع الجامعة الجنوبية الشرقية.
وافقت كلية إيموري في أكسفورد، جورجيا، على أن تصبح قسمًا جامعيًا في الجامعة، وأعطيت الجامعة اسم جامعة إيموري تقديراً لتاريخ الكلية.
في سبتمبر 1914 ، بدأت مدرسة اللاهوت التدريس في كنيسة ويسلي التذكارية، وانتقلت إلى حرم درويد هيلز في عام 1916.
وفي عام 1915 ، صوت أمناء جامعة إيموري على تسمية مدرسة اللاهوت باسم كاندلر، على الرغم من أن محضر الاجتماع لا يشير بشكل قاطع إلى ما إذا كان الاسم على شرف وارن أو آسا كاندلر.
في عام 1922 ، انتخب أعضاء هيئة التدريس كاندلر لتقديم القبول للطالبات، على الرغم من حقيقة أن الكنيسة الأسقفية الميثودية في الجنوب لم تقدم مسارًا للنساء. و حتى عام 1938 أصبحت ماري فون جونسون أول امرأة تحصل على بكالوريوس إيموري من درجة اللاهوت.
خفضت مشاركة الولايات المتحدة في الحرب العالمية الثانية الالتحاق في كاندلر، وركز تدريب المدرسة للطلاب المتبقين على الخدمة العسكرية، وهي مهنة تابعها نصف خريجي عام 1943. كان كيوشي تانيموتو، خريج كاندلر عام 1940 ، يخدم كنيسة ميثودية في هيروشيما عندما تم إسقاط القنبلة الذرية. كرّس تانيموتو لاحقًا حياته لمساعدة الناجين والتحدث علناً عن نزع السلاح النووي.
على الرغم من قضية براون ضد المحكمة العليا الأمريكية . قرار مجلس التعليم في عام 1954 ، قاومت جورجيا محاولات الاندماج العنصري. وفي عام 1957 ، وقع 80 من القادة الدينيين البيض ما أصبح يعرف باسم «بيان الوزراء» داعين إلى إنهاء الفصل العنصري في مدارس المدينة. بعد ذلك بعام، نشرت صحف أتلانتا رسالة مفتوحة أخرى من أعضاء هيئة التدريس والإداريين في إيموري تكرر الحاجة إلى دمج المدارس العامة ؛ وقع كل أعضاء هيئة التدريس اللاهوت تقريبًا الرسالة. في عام 1965 ، التحق أول طالب أسود بمدرسة كاندلر، اسمه أوتيس تورنر.
في عام 1971 ، قاد تشارلز جيركين تصميم برنامج لمدة ثلاث سنوات للوزارة الخاضعة للإشراف كمتطلب منهجي. بالإضافة إلى المواضع الميدانية في مواقع تتراوح من المستشفيات وملاجئ المشردين إلى الكنائس المحلية، تضمن البرنامج أيضًا وقتًا لندوات التفكير التي يقودها أعضاء هيئة التدريس. أصبح هذا البرنامج يعرف باسم التعليم السياقي، أو ConEd.
في عام 1974 ، بدأ برنامج الدراسات الأنجليكانية. البرنامج الذي أعيدت تسميته لاحقًا باسم الدراسات الأسقفية، وهو أقدم برنامج تعليمي تابع للوزارة الأسقفية في الدولة.
في عام 1975 ، أقنع أمين مكتبة كاندلر تشانينج جشكي دين جيمس ت. لاني بشراء مجموعة مكتبة مدرسة هارتفورد اللاهوتية، والتي نمت مقتنيات المكتبة من 90,000 مجلد إلى أكثر من 300,000. في نفس العام، بدأ مبنى اللاهوت في التجديدات للعمل كمكتبة للمجموعة الجديدة.
في عام 1976 ، تم تغيير اسم المبنى إلى مكتبة بيتس لللاهوت تقديراً لمارجريت بيتس ووالدها ويليام بيتس ومساعدة مؤسسة بيتس في شراء مجموعة هارتفورد.
في عام 1978 ، أصبحت روبرتا بوندي أول عضو هيئة تدريس في مسار الحيازة في مدرسة اللاهوت. على الرغم من أن كاندلر قد استخدمت أساتذة زائرين ومحاضرين غير معتمدين، إلا أن تعيين بوندي كان بمثابة المرة الأولى التي تكون فيها امرأة رسميًا في الكلية.
في عام 1990 ، أطلق روبرت فرانكلين الابن برنامج دراسات كاندلر للكنيسة السوداء. أصبح فرانكلين في وقت لاحق رئيسًا لكلية مورهاوس وعاد إلى كاندلر في 2014 بصفته الرئيس الافتتاحي لجيمس تي. وبيرتا ار. و رئيس القيادة المعنوية.
في عام 1991 ، تم إطلاق برنامج دراسات المرأة تحت إشراف مدير كريس كفام. سيُعاد تسميته فيما بعد باسم برنامج المرأة في اللاهوت . في نفس العام، أسست نانسي أميرمان برنامج كاندلر للدراسات المعمدانية.
في عام 2007 ، أصبحت جان لوف أول عميدة في كاندلر.
احتفلت مدرسة كاندلر لعلم اللاهوت بمرور مئوتيها في العام الدراسي 2014-15 بسلسلة من الأحداث التي اعترفت بإسهام كاندلر في التعليم اللاهوتي وفي الكنيسة خلال المائة عام الماضية ؛ دورها ومساهمتها في جامعة إيموري خلال المائة عام الماضية ؛ رؤيتها لمعالجة التحديات والفرص التي تواجه اللاهوت في القرن الحادي والعشرين ؛ وإنجازات أعضاء هيئة التدريس والخريجين والأصدقاء / المتبرعين.

## روابط خارجية
- الموقع الرسمي
- المعهد الكرازي الميثودي العالمي
- جامعة ايموري
- المجلس العام للكنيسة الميثودية المتحدة للوزارة والتعليم العالي